# Ігор Моньє
Ігор Моньє (1 серпня 1996) — мозамбіцький плавець.
Учасник Олімпійських Ігор 2016 року.